# Closing Time (album)
Closing Time to debiutancki album studyjny amerykańskiego piosenkarza Toma Waitsa wydany w 1973 przez wytwórnię Asylum Records, a wyprodukowany i zaaranżowany przez członka zespołu The Lovin’ Spoonful, Jerry'ego Yestera.

## Lista utworów
Tom Waits jest autorem wszystkich dwunastu tekstów.
Strona pierwsza:
| 1. | "Ol' '55"                                   | 3:58  |
|    |                                             |       |
| 2. | "I Hope That I Don't Fall in Love with You" | 3:54  |
|    |                                             |       |
| 3. | "Virginia Avenue"                           | 3:10  |
|    |                                             |       |
| 4. | "Old Shoes (& Picture Postcards)"           | 3:40  |
|    |                                             |       |
| 5. | "Midnight Lullaby"                          | 3:26  |
|    |                                             |       |
| 6. | "Martha"                                    | 4:30  |
|    |                                             |       |
|    |                                             | 22:38 |
|    |                                             |       |
Strona druga:
| 1. | "Rosie"                                             | 4:03  |
|    |                                                     |       |
| 2. | "Lonely"                                            | 3:12  |
|    |                                                     |       |
| 3. | "Ice Cream Man"                                     | 3:05  |
|    |                                                     |       |
| 4. | "Little Trip to Heaven (On the Wings of Your Love)" | 3:38  |
|    |                                                     |       |
| 5. | "Grapefruit Moon"                                   | 4:50  |
|    |                                                     |       |
| 6. | "Closing Time" (instrumental)                       | 4:20  |
|    |                                                     |       |
|    |                                                     | 23:08 |
|    |                                                     |       |

## Muzycy
- Tom Waits: śpiew, pianino, czelesta, gitara
- Delbert Bennett, Tony Terran: instrumenty dęte
- Shep Cooke: gitara, śpiew
- Peter Klimes: gitara
- Jesse Ehrlich: wiolonczela
- Bill Plummer, Arni Egilsson: gitara basowa
- John Seiter: perkusja, śpiew